# Gymnasium Laurentianum Arnsberg
Das Städtische Gymnasium Laurentianum (Laurentiano Norbertinum; zwischenzeitlich auch Staatliches Gymnasium Laurentianum) ist ein städtisches Gymnasium in Arnsberg. Die Schule wurde 1643 als Klosterschule des Klosters Wedinghausen gegründet. Sie war nicht zuletzt ein bedeutender Faktor der Gegenreformation in der Region. Im Zuge der katholischen Aufklärung am Ende des 18. Jahrhunderts wurde die Schule zu einer Staatsanstalt. Im 19. Jahrhundert und bis weit ins 20. Jahrhundert war das Laurentianum ein staatliches altsprachliches Gymnasium. Heute ist die Schule ein städtisches Gymnasium.

## Geschichte

### Mittelalterliche Vorläufer
Im 12. Jahrhundert wurde das Prämonstratenserstift in Wedinghausen gegründet. Es war bald nicht nur ein religiöser, sondern auch ein kultureller Mittelpunkt, zunächst der Grafschaft Arnsberg und nach deren Ende 1368 des Herzogtums Westfalen. Wenige Jahre nach der Gründung entstand ein überregional bekanntes Scriptorium. Caesarius von Heisterbach erwähnte den aus England stammenden Klosterschreiber Richard von Arnsberg, der um 1190 in Wedinghausen starb. Etwa um 1210 bis 1236 wirkte mit Ludovicus scriptor ein begabter Schreiber und Illustrator, von dem eine zweibändige Bibel erhalten ist. Bereits im Mittelalter bestand eine Klosterschule, denn die Quellen erwähnen für 1398 einen rector scholarum. Unbekannt ist jedoch, welches Schicksal die Schule während der folgenden Jahrhunderte genommen hat.

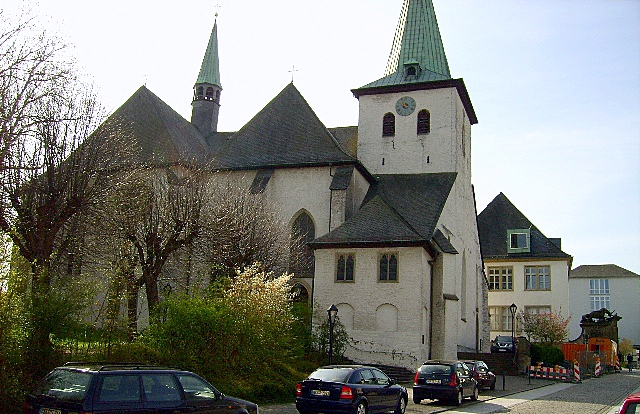
Enges Miteinander von Laurentiuskirche und Schule (im Hintergrund)

### Gründung und Schulleben in der frühen Neuzeit
Im Zusammenhang mit der Gegenreformation einerseits und mit dem Wiederaufschwung des Klosterlebens in Arnsberg unter Abt Gottfried Reichmann andererseits wurde am 1. November 1643 das Laurentiano Norbertinum gegründet. Der Name verbindet das Patrozinium der Klosterkirche, des heiligen Laurentius, mit dem Namen des Gründers des Prämonstratenserordens, des heiligen Norbert. Vorausgegangen waren längere Verhandlungen zwischen dem Abt und dem Konvent des Klosters und der Stadt Arnsberg mit dem Ziel, eine höhere Schule einzurichten. Neben Latein, Griechisch und anderen Fächern der humanistischen Bildung waren Kunst und Musik Schwerpunkte.
Unmittelbar nach der Schulgründung begannen die Klosterbrüder und ihre Schüler, jährlich im Arnsberger Rathaus Komödien aufzuführen. Das Gymnasium knüpfte damit an ältere Traditionen der weltlichen Stadtschule an. Erste Berichte über Aufführungen durch das Gymnasium existieren für das Jahr 1644. Im Jahr 1714 entstand eine eigene Aula. Diese Institution der „Wedinghauser Schaubühne“ ist bis 1774 belegt. Vergleichbar mit heutigen Programmheften wurden zu den Aufführungen Skizzen über den Inhalt des Stückes gedruckt. Von diesen Periochen sind die meisten verloren gegangen. Heute existieren nur noch wenige Exemplare. Seit der Zeit des Abtes Michael Reinhartz (reg. 1663–1688), der bestimmte, dass nur in die Klostergemeinschaft aufgenommen wurde, wer mindestens ein Instrument spielen konnte, kam die Aufführung von Opern hinzu. Zur Zeit von Abt Norbert Bicker wurde die Schule mit der Einrichtung der beiden obersten Klassen zu einem vollwertigen Gymnasium.
In den folgenden Jahrhunderten war die Schule neben dem Gymnasium Petrinum in Brilon die einzige höhere Schule im Herzogtum Westfalen. Gegen Ende des 18. Jahrhunderts bemühte sich Franz Wilhelm von Spiegel zunächst als Landdrost für das Herzogtum und später als leitender Minister der kurkölnischen Regierung in Bonn im Sinne der katholischen Aufklärung um eine Reform der höheren Schulen in seinem Zuständigkeitsbereich. So wurden erstmals verbindliche Lehrpläne eingeführt. 1712 wurde das Laurentianum das erste Vollgymnasium im kurkölnischen Sauerland.

### Umwandlung in eine Staatsanstalt und Krise
Gegen Ende des Jahrhunderts erfolgte eine tiefgreifenden Umgestaltung. Unter dem Landdrost Franz Wilhelm von Spiegel wurde die Schule 1782 von einer Einrichtung des Klosters zu einer Staatsanstalt. Für die Kosten und Finanzierung blieb allerdings das Stift zuständig. Lehrer durften fortan nur noch mit dem Einverständnis der staatlichen Schulkommission angestellt werden. Die Lehrer wurden von den übrigen klösterlichen Pflichten entbunden. Sie erhielten neben Unterkunft und Kost ein Gehalt von zwölf Reichstalern im Jahr. Zu ihrer Weiterbildung wurde eine pädagogische Bibliothek eingerichtet. Daneben wurden auch die Fächer festgeschrieben. Teilweise kam es dabei zu einer deutlichen Ausweitung der Lehrinhalte. Gelehrt wurden: Deutsch, Mathematik, Seelenlehre, Geographie sowie Weltlehre (d. h. Philosophie). In der Praxis war die Reform jedoch nicht so einschneidend. Vielmehr stellte sich die Lage der Schule am Ende des Ancien Regimes als eine schwere Krise dar. Auf Grund fehlender Mittel war die Zahl der Lehrer klein, zahlreiche Fächer konnten zunehmend nicht mehr abgedeckt werden. Auch die Zahl der Schüler ließ teilweise wegen der Zeitumstände stetig nach.

### 19. Jahrhundert

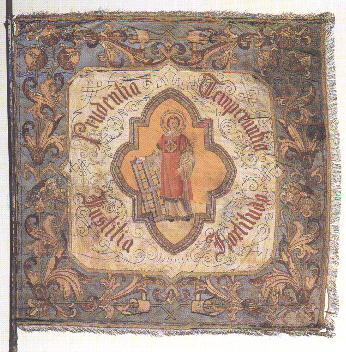
Historische Schulfahne

Nach der Säkularisation im Jahr 1803 wurde das Gymnasium vorübergehend geschlossen. „Keiner der früheren Lehrer konnte sich entschließen, unter den ganz neu gestalteten Verhältnissen am Gymnasium zu bleiben: Einige suchten Anstellungen im Pfarramte, andere zogen es vor, sich mit der spärlichen Pension, welche ihnen als Klostergeistlichen nach dem Reichsdeputations-Hauptschlusse gezahlt werden musste, zurückzuziehen“, schrieb der spätere Direktor Philipp Baaden in der Rückschau. Nach der Neueröffnung im selben Jahr wurde die Schule gänzlich zur staatlichen Einrichtung. Erster Präfekt der nun weltlichen Schule war der Reformpädagoge Friedrich Adolf Sauer. Er diente in dieser Funktion zunächst dem hessen-darmstädtischen und nach 1816 dem preußischen Staat. Die Schule führte unter preußischer Herrschaft den Titel „Königliches Gymnasium Laurentianum“. Damit unterstand sie nicht der Kontrolle der Gemeindeverwaltung, sondern dem Provinzialschulkollegium der Provinz Westfalen. Nach der Neueröffnung blieb der alte Lehrplan, wie er unter Kurfürst Maximilian Franz verordnet worden war, zunächst in Kraft. Neu hinzu kam das Fach Griechisch.
Zeitweise gab es im damals zuständigen Konsistorium in Münster Überlegungen, das Gymnasium anstatt als Vollanstalt nur noch als Progymnasium weiterzuführen, weil mit dem Wegzug der Bezirksregierung gerechnet wurde. Das Ministerium der Geistlichen, Unterrichts- und Medizinalangelegenheiten in Berlin verfügte jedoch 1818, dass auch beim Wegzug der Regierung in Arnsberg das Gymnasium als „Hauptschulanstalt“ im Herzogtum Westfalen notwendig sei. Gleichzeitig wurde eine gründliche Untersuchung der Schule angeordnet. Konsistorialrat Kohlrausch führte im September 1819 diese Revision durch. Er fand zwar nur eine Zahl von 54 Schülern vor, sah aber ein doppelt so hohes Potential. Das Ziel war, die Schule so weiterzuentwickeln, dass sich das Laurentianum „an die Seite der besten Schulen der Provinz“ stellen könne. Nach einer langen Studienreise zu den führenden Gymnasien Preußens wurde Philipp Baaden Direktor. Er führte einen Lektionsplan nach den Vorschriften der preußischen Unterrichtsverwaltung ein. Obwohl dieser dem neuhumanistischen Bildungsideal verpflichtet war, war die Zahl der dem muttersprachlichen Unterricht gewidmeten Schulstunden deutlich höher als in vielen Gymnasien Preußens. In den ersten Jahrzehnten betrug der Anteil des altsprachlichen Unterrichts noch etwa 40 % der Gesamtstundenzahl. Auch wenn der altsprachliche Charakter grundsätzlich beibehalten wurde, sank dessen Anteil im Verlauf des Jahrhunderts auf 30 %, während der Anteil der mathematisch-naturwissenschaftlichen Fächer von knapp 14 % auf 20 % anstieg.
Ebenso zukunftsweisend war die Hochschätzung des Turnunterrichts sowie die Einrichtung einer (kurze Zeit bestehenden) Schwimmanstalt. Direktor Baaden betrachtete körperliche Übungen als wichtiges und gleichwertiges Gegenstück zur Bildung des Geistes. Er sah die Schule in der Pflicht, „den Körper als die Objektivation des ‚göttliche[n] Ebenbild[es]’“ gesund und schön zu erhalten.
1879 wurde ein erster Neubau errichtet, dem 1900 eine weitere bauliche Erweiterung folgte.

### 20. und 21. Jahrhundert
Zu Beginn des 20. Jahrhunderts hatte die Schule 278 Schüler und eine erhebliche Bedeutung über die Stadt Arnsberg hinaus gewonnen. Deshalb besuchten es stets eine Reihe von Schülern aus anderen Gemeinden und der Einzugsbereich reichte von Fröndenberg im Westen bis Bestwig im Osten.
Nach der Novemberrevolution von 1918 wurde aus dem Königlichen das Staatliche Gymnasium Laurentianum, wodurch sich an den grundsätzlichen Strukturen wenig änderte. 1930 wurde der Erweiterungsbau weiter aufgestockt und ein Hausmeistergebäude errichtet.
Während der Zeit des Nationalsozialismus wurde der Unterricht inhaltlich der herrschenden Ideologie angepasst und es wurden Lehrer aus politischen oder rassischen Gründen entlassen. Auch die jüdischen Schüler hatten unter Repressionen zu leiden, ehe sie die Schule ganz verlassen mussten. Eine Eingabe des nationalsozialistischen Stadtrats aus dem November 1936 beantragte beim Oberpräsidium einen vollständigen Umbau des höheren Arnsberger Schulwesens im nationalsozialistischen Sinn. In diesem Zusammenhang wurden die beiden konfessionellen höheren Mädchenschulen zu Gunsten einer städtischen Oberschule für Mädchen geschlossen. Die Umwandlung des staatlichen Gymnasiums in eine neusprachliche städtische Oberschule wurde indes abgelehnt.
Um 1950 begann eine weitere Bauphase, die erst in den 1970er Jahren mit dem Neubau eines naturwissenschaftlichen Traktes und einer neuen Turnhalle ihren Abschluss fand.
Erst seit 1974 existiert das Gymnasium in seiner jetzigen Form als Städtisches Gymnasium Laurentianum. Schulträger ist die Stadt Arnsberg. Im Jahr 2002 gehörte das Gymnasium zu den ersten Teilnehmern am Modellversuch Selbstständige Schule der nordrhein-westfälischen Landesregierung. Durch die damit verbundene größere Eigenverantwortung erhielt die Schule mehr Gestaltungsspielraum, was sich unter anderem in der Einführung neuer pädagogischer Konzepte oder der Errichtung eines Selbstlernzentrums niederschlug.
Für das Schuljahr 2023/2024 ist das Laurentianum als Bündelungsgymnasium ausgewiesen.

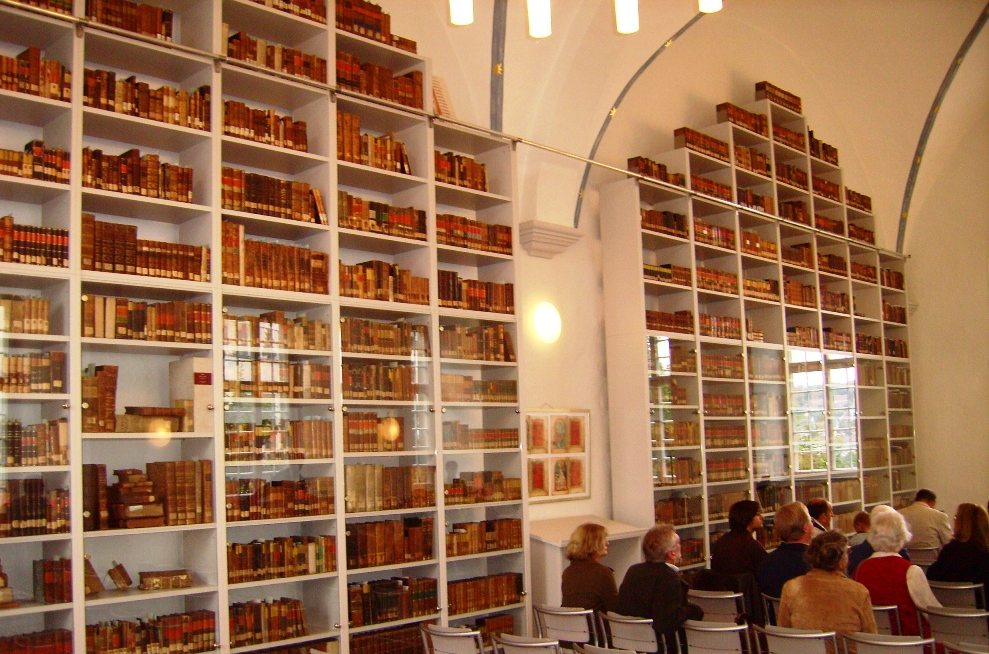
Bestände der historischen Schulbibliothek in den Räumen der ehemaligen Klosterbibliothek

## Historische Schulbibliothek
Das Kloster Wedinghausen besaß vor der Säkularisation eine für damalige Verhältnisse umfangreiche Bibliothek. Ein Katalog verzeichnete etwa 2700 Titel, unter ihnen auch der sogenannte Gero-Codex, ein frühes Werk der Reichenauer Schule. Nach der Gründung der Schule wurde die bestehende überwiegend theologisch ausgerichtete Klosterbibliothek für das Gymnasium um weltliche Werke aus Philosophie, Philologie und Bücher aus anderen Fachgebieten ergänzt. Ein eigener barocker Bibliotheksanbau nahm die Bücher auf. Diese Klosterbibliothek wurde nach der Aufhebung des Klosters zerschlagen. Nur einige wenige Bücher verblieben in Arnsberg und bildeten den Grundstock der im 19. Jahrhundert entstandenen Schulbibliothek. Zu den Büchern mit dem Besitzvermerk „liber monasterii wedinghausani“ gehört eine dreibändige Ausgabe der „Sammlung des Ciceroianischen Wortschatzes“ des italienischen Philosophen Mario Nizolio, gedruckt 1548 in Basel. Hinzu kommt eine Aeneis von Vergil in einer 1628 in Köln gedruckten Ausgabe. Gleich in zwei Ausgaben ist eine deutsch-lateinische Grammatik von Peter Kolin und Johannes Fries aus den Jahren 1541 und 1556 vorhanden.
Während des 19. und der ersten Jahrzehnte des 20. Jahrhunderts kamen zahlreiche Werke für Unterrichtszwecke hinzu, die heute erheblichen antiquarischen Wert besitzen. Neben dem gezielten Erwerb neuer Werke durch die Schulleitung wurde die Sammlung durch Schenkungen von Lehrern und ehemaligen Schülern immer mehr erweitert. Insgesamt umfasst die Sammlung heute 10.000 Bände auf 240 Regalmetern. Damit gehört die historische Schulbibliothek zu den bedeutendsten Sammlungen ihrer Art in Nordrhein-Westfalen. Die fast geschlossene Überlieferung von Werken zwischen dem 18. und dem frühen 20. Jahrhundert ist für die Erforschung der Kultur- und Bildungsgeschichte dieser Zeit wertvoll.
In den 1960er Jahren wurden die Bücher der Bibliothek im Luftschutzkeller des Gymnasiums eingelagert und in den folgenden Jahren weitgehend vergessen. Erst 1987 wurde man wieder darauf aufmerksam. Der Bestand wurde in Zusammenarbeit mit dem Stadtarchiv gesichtet und katalogisiert, blieb aber der Öffentlichkeit weiterhin entzogen. Bei der Neugestaltung des Klosterkomplexes in den letzten Jahren wurde das alte Bibliotheksgebäude saniert. Mit Unterstützung von Sponsoren wurden die Bücher 2006 in der Bibliothek untergebracht.

## Gebäude

### Allgemein

Gebäudeplan der Schule

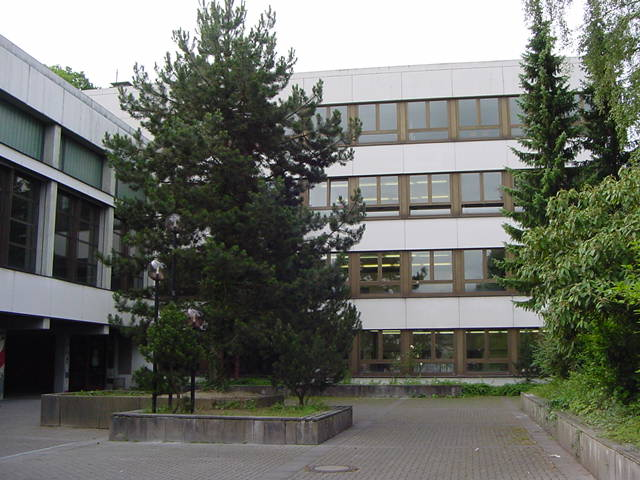
E-Bau

Die Schule verfügt über vier Gebäude und zwei Sporthallen. Das älteste Gebäude ist der „A-Bau“ (Altbau), der in den 1950er Jahren durch einen Anbau (AN-Bau) erweitert wurde. Die alte Sporthalle wurde später durch einen Neubau (N-Bau) an den A-Bau angeschlossen. Der „E-Bau“ (Erweiterungsbau) wurde wie auch die neue Sporthalle, zu der er die Verbindung darstellt, 1978 eingeweiht. Allerdings stehen auch diese beiden Gebäude separat. Ein weiterer Bereich ist die ehemalige Aula, die heutige „SchulStadtBücherei“ mit Selbstlernzentrum. Dieser Bereich ist durch einen Flügel, in dem Oberstufenschüler in Ruhe arbeiten können, mit dem „A-Bau“ verbunden. Erweitert wurde der N-Bau durch die 2011 eingeweihte Mensa. Die „Alte Sporthalle“ wurde neu aufgebaut und das Raumangebot durch weitere Unterrichtsräume im Obergeschoss (U-Bau) ergänzt.

### SchulStadtBücherei
Die ehemalige Aula der Schule wurde nach langer gemeinsamer Planung zwischen Schulleitung und Stadtverwaltung zur sogenannten SchulStadtBücherei umgebaut. Seither befinden sich die Schulbücherei und die kommunale Bibliothek für den Stadtteil Arnsberg unter einem Dach. Für Bürger wie für die Schüler stehen etwa 30.000 unterschiedliche Medien (Bücher, Zeitungen und Zeitschriften, CDs, DVDs usw.) zur Ausleihe und Ansicht zur Verfügung. Ergänzt wird dies durch eine Reihe von Internetarbeitsplätzen.
Die Schulstadtbücherei erhielt im August 2008 den Schulbaupreis NRW.

### Selbstlernzentrum

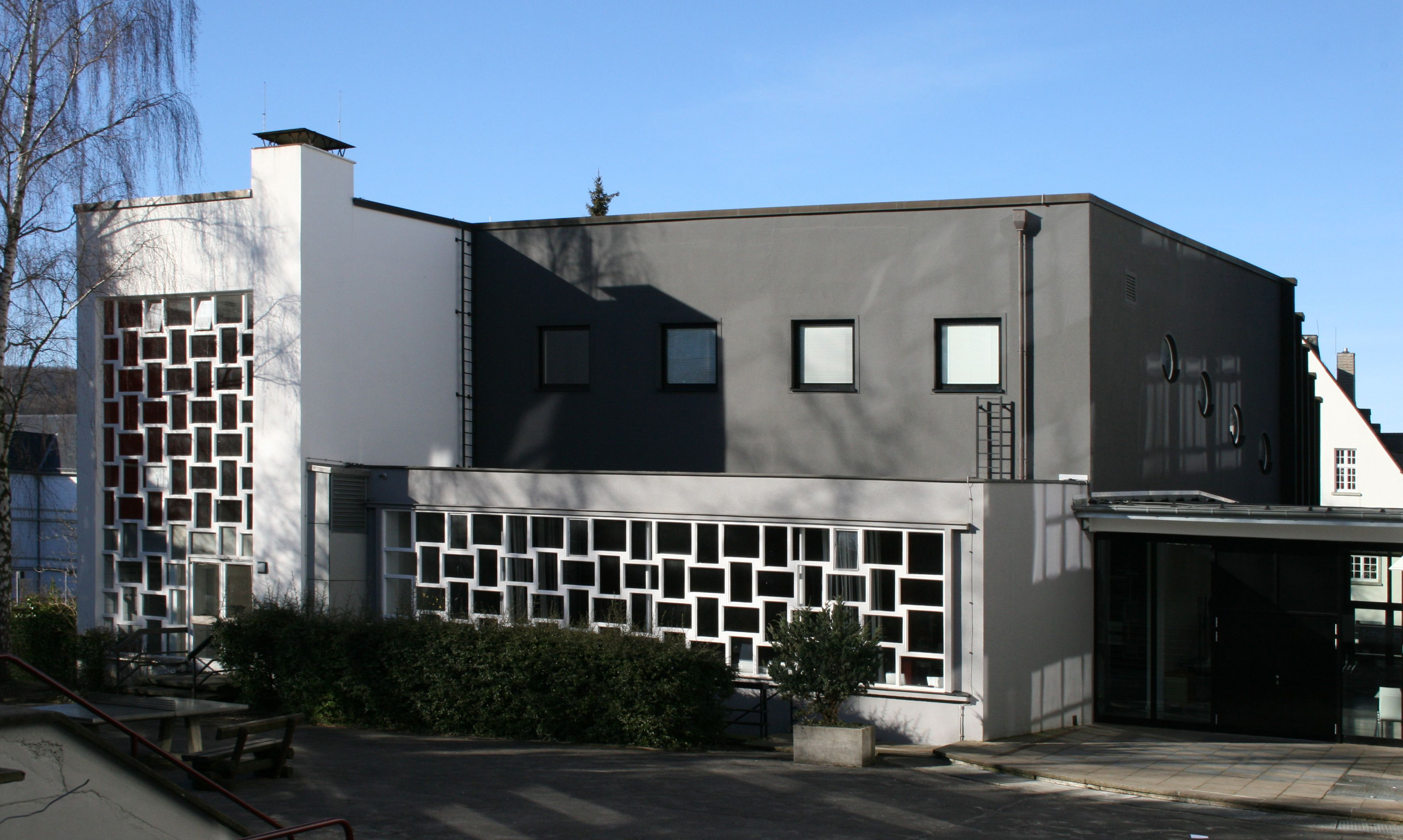
Selbstlernzentrum

Seit 2005 verfügt das Gymnasium über ein Selbstlernzentrum (SLZ). Dieses Projekt versucht, das selbstständige Lernen zu fördern. Das SLZ ist in drei Bereiche geteilt. Der erste dient zum Lesen, ein zweiter beinhaltet 20 Computerarbeitsplätze, ein dritter bietet Arbeitstische für die Gruppenarbeit. Ergänzt wird dies durch einen Veranstaltungsbereich. Die Schüler sollen befähigt werden, ein vorgegebenes Problem oder eine Aufgabe allein zu bearbeiten. Zu diesem Zweck können sie auch auf die Bücher und Medien der SchulStadtBücherei sowie auf schuleigene Medien (Audio, Video, Bücher, Lehrmaterial usw.) zurückgreifen.

## Auszeichnungen

### Gütesiegel Individuelle Förderung
Am 3. Februar 2007 verlieh der Ministerpräsident des Landes Nordrhein-Westfalen, Jürgen Rüttgers, dem Laurentianum das „Gütesiegel Individuelle Förderung“ des Ministeriums für Schule und Weiterbildung des Landes. Damit wurden die zahlreichen unterrichtlichen und außerunterrichtlichen Aktivitäten der Schule für begabte Schüler und für Schüler mit Förderbedarf anerkannt.

### Weitere Siegel
Im April 2014 ernannte die damalige Schulministerin Sylvia Löhrmann das Gymnasium Laurentianum zur Referenzschule im Netzwerk „Zukunftsschulen NRW“. Sie würdigte damit die nachhaltige Arbeit im Bereich der individuellen Förderung am Gymnasium Laurentianum.
2016 wurde dem Laurentianum das „Berufswahlsiegel NRW“ verliehen.
Das Laurentianum ist seit 2017 Mitglied des Netzwerks Schule ohne Rassismus – Schule mit Courage.

## Aktuelles Schulleben
Das Gymnasium Laurentianum ist ein städtisches Gymnasium mit offenem Ganztag. Im „Gemeinsamen Lernen“ wird in einzelnen Klassen inklusiv gelernt.
Seit vielen Jahren besteht die Möglichkeit, im Rahmen der Begabtenförderung an einer Chinesisch-AG teilzunehmen.
Seit dem Schuljahr 2017/18 gibt es am Laurentianum die Möglichkeit, einen bilingualen Bildungsgang zu wählen, in dem die Fächer Biologie und Geschichte auf Englisch unterrichtet werden. Ziel ist das bilinguale Abitur.
Schüler der Klasse 9 bzw. Stufe EF können an einem Schüleraustausch mit Frankreich teilnehmen. Das Laurentianum unterstützt das Brigitte Sauzay Programm, das vom deutsch-französischen Jugendwerk organisiert wird und den individuellen Schüleraustausch zwischen Deutschland und Frankreich fördert. Die Regeldauer des Aufenthalts liegt bei drei Monaten. In der Q1 soll langfristig ein Australienaustausch etabliert werden, der im Herbst 2017 erstmals stattgefunden hat.
In den MINT-Fächern gibt es über den Unterricht hinaus verschiedene Angebote wie Arbeitsgemeinschaften (z. B. Roboter-AG) und die Teilnahme an Wettbewerben.
Eine Arbeitsgemeinschaft Geschichte hat im Jahr 2001 eine umfassende Dokumentation von über 500 Seiten über das höhere Schulwesen in Arnsberg während des Dritten Reiches herausgebracht. In den Blick genommen wurde dabei nicht nur die eigene Geschichte, sondern auch die Vergangenheit der konfessionellen „höheren“ Töchtererziehung. Daran beteiligt waren verschiedene „Schülergenerationen“ über etwa sieben Jahre. Es wurden sowohl Quellen aus dem Schularchiv ausgewertet, wie auch Archivalien aus dem Stadtarchiv Arnsberg und dem Westfälischen Staatsarchiv in Münster. Wissenschaftlich begleitet wurde das Projekt von Alexander von Plato von der Fernuniversität in Hagen.
In der Vergangenheit hat das Gymnasium Laurentianum mehrfach erfolgreich am Geschichtswettbewerb des Bundespräsidenten teilgenommen.
Im Schuljahr 2012/13 gewann das Laurentianum den 3. Preis beim deutschlandweiten Kunst-Wettbewerb „Jugend interpretiert Kunst“ des Museum Küppersmühle in Duisburg. Das preisgekrönte Bild hängt heute in der SchulStadtBücherei.
Am Laurentianum existiert ein fester Klassenfahrtenplan. In der Erprobungsstufe ist ein Tag im „Jugendwaldheim Obereimer“ (Klasse 5) und eine fünftägige Fahrt nach Borkum (Klasse 6) vorgesehen und für den Beginn der Oberstufe in der zehnten Klasse seit 15 Jahren eine zehntägige Fahrt zum Jochgrimm, wo Schüler das Skifahren erlernen können. Darüber hinaus werden regelmäßig fachbezogene Exkursionen unternommen.
Der seit 1975 bestehende Förderverein der Schule unterstützt die Schule und ihre Schüler finanziell und materiell. Mitglieder sind Eltern, ehemalige Schüler und Lehrer. Unter anderem hat der Förderverein die historische Schulfahne restaurieren lassen, die nun im Foyer des A-Baus ausgestellt ist.
Mit dem benachbarten Mariengymnasium besteht eine Partnerschaft für den Unterricht in diversen Fächern der gymnasialen Oberstufe, um in Kooperation Kurse, die von nur wenigen Schülern angewählt wurden, realisieren zu können.

### Kooperationspartner
Die Schule verfügt über verschiedene Kooperationspartner; unter ihnen sind die Technische Universität Dortmund, die Fachhochschule Südwestfalen, die SchulStadtBücherei, der Kunstverein Arnsberg, das Kulturbüro, die Musikschule, die Handwerkskammer und die IHK.

## Bekannte Lehrer und Absolventen

### Lehrer
- Joseph Bender
- Friedrich Busch
- Andreas Henze
- Bernhard Joseph Féaux
- Karl Féaux de Lacroix
- Franz Joseph Fischer
- Hans von Geisau
- Friedrich Georg Pape
- Franz Ignatz Pieler
- Friedrich Adolf Sauer (Präfekt der Schule nach der Säkularisation)
- Karl Tücking
- Heinz Waterboer
- Franz Wüllner

### Schüler
- Franz Joseph Freiherr von Arens (1779–1855), Jurist und Politiker
- Carl Ludwig Arndts von Arnesberg (1803–1878), Professor der Rechtswissenschaften und Politiker
- Hugo Aufderbeck (1909–1981), Bischof und Apostolischer Administrator im Bischöflichen Amt Erfurt-Meiningen
- Jens Beckmann (* 1970), Chemiker
- Caspar Berens (1836–1912) war ein katholischer Geistlicher
- Norbert Bicker († 1715) war von 1688 bis 1715 Abt des Prämonstratenserstifts Wedinghausen und hat die Entwicklung der Schule maßgeblich gefördert
- Kaspar Josef von Biegeleben (1766–1842), Jurist, Beamter, Politiker
- Ralf Paul Bittner (* 1966), Bürgermeister der Stadt Arnsberg
- Friedrich Boese (1800–1853), Landrat des Kreises Meschede
- Heinrich Bone (1813–1893), Philologe und Pädagoge
- August Disselhoff (1829–1903), evangelischer Pfarrer und Liedtexter
- Julius Disselhoff (1827–1896), lutherischer Pfarrer, Direktor der Kaiserswerther Diakonissenanstalt und Autor
- Albert von Dörnberg (1824–1915), preußischer Beamter und Abgeordneter
- Gerd-Joachim von Fallois (* 1961), Journalist
- Meinolf Finke (* 1963), Dichter
- Joseph Freusberg (1806–1889), Weihbischof im Bistum Paderborn
- Joseph Freusberg (1842–1917), Landrat der Kreise Olpe und Arnsberg und Ministerialbeamter im preußischen Kultusministerium
- Clemens Giese (1879–1961), Mitarbeiter im Reichsgesundheitsamt und -innenministerium und einer der Pioniere des deutschen Tierschutzes
- Johann Matthias Gierse (1807–1881), Jurist und Politiker
- Hermann Grashof (1809–1867), Jurist und Politiker
- Friedrich Wilhelm Grimme (1827–1887), Schriftsteller, Heimatdichter und Botaniker
- Friedrich Wilhelm Hasenclever (1809–1874), Unternehmer der chemischen Industrie
- Wilhelm Hasenclever (1837–1889), führender Politiker der sozialdemokratischen Arbeiterbewegung
- Adrian Höynck (1701–1749), Abt im Prämonstratenserstift Wedinghausen
- Matthias Werner Hüser (1756–1830), Archivar und Geschichtsschreiber
- Eberhard Jäckel (1929–2017), Historiker
- Hartmut Jäckel (* 1930), Politikwissenschaftler
- Franz Keßler (1906–1945), Heimatforscher
- Karl von Kleinsorgen (1829–1889), Jurist und Politiker
- Johann Rotger Köne (1799–1860), Philologe, Lehrer, Autor und Mundartforscher
- Thiemo Kraas (* 1984), Komponist und Dirigent
- Heinrich von Kusserow (1836–1900), Diplomat und Kolonialbefürworter
- Franz Lenze (1910–2005), Politiker der CDU
- Justin von Linde (1797–1870), Jurist, Beamter und Politiker
- Josef Linhoff (1819–1893), preußischer Beamter
- Peter Conrad Nagel (1825–1911), katholischer Priester in Pennsylvania
- Heinrich Philipp Osterrath (1805–1880), Beamter und Parlamentarier
- Joseph Pape (1831–1898), deutscher Jurist und Schriftsteller
- Franz Pieler (1835–1910), Bergbaufachmann und Generaldirektor
- Anton Piwinski (* 1934), Physiker am DESY
- Johann Wilhelm Plaßmann (1818–1898), Mitglied im preußischen Abgeordnetenhaus und Direktor des Landarmenwesens der Provinz Westfalen
- Josias Poolmann (1687–1742), Abt des Klosters Grafschaft
- Franz Ritter (1803–1875), klassischer Philologe
- Heinrich Volbert Sauerland (1839–1910), katholischer Priester, Kirchenkritiker und Mittelalterhistoriker
- Melchior Schäferhoff (1747–1821), letzter Abt des Zisterzienserklosters zu Bredelar
- Friedrich von Schenck (1851–1912), Unternehmer
- Emil von Schwartzkoppen (1810–1878), General der Infanterie
- Wilhelm Seissenschmidt (1802–1871), Bürgermeister in Arnsberg und Autor historischer Beiträge
- Wilhelm Storck (1829–1905), Dichter, Germanist, Romanist und Übersetzer
- Dieter Thoma (1927–2017), Journalist und Moderator
- Ferdinand Tillmann (* 1932), Unternehmer und Politiker (CDU), Mitglied des Deutschen Bundestages
- Wilhelm Ulrich (1817–1872), preußischer Ministerialbeamter und Abgeordneter (Zentrumspartei)
- Wilhelm Wulff (1815–1892), Bürgermeister von Arnsberg
- Emil Zimmermann (1858–1898), Maler